# 鈇鉞增二
鈇鉞增二，又名寶瓶座107，BD-19 6506，HD 223024、SAO 165867、HR 9002，是寶瓶座的一颗恒星，视星等为5.29，位于銀經58.82，銀緯-72.75，其B1900.0坐标为赤經23h 40m 49.3s，赤緯-19° -72.75′ 3″。